# 安浪栄基
安浪 栄基（やすなみ えいき、1911年10月8日 - 1994年9月7日）は、日本の経営者。福岡放送社長を務めた。熊本県出身。

## 経歴・人物
1935年に東京帝国大学法学部を卒業し、同年に九州水力電気(のちの九州電力)に入社した。1966年に取締役に就任し、1969年には福岡放送に転じ、専務に就任し、1974年には社長に昇格。1987年に取締役相談役に就任し、1991年から相談役に就任した。
1994年9月7日胃癌のために死去。82歳没。